# Tennistoernooi van Indian Wells 1998
Het tennistoernooi van Indian Wells van 1998 werd van 5 tot en met 15 maart 1998 gespeeld op de hardcourt-buitenbanen van het Grand Champions Resort in de Amerikaanse plaats Indian Wells. De officiële namen van het toernooi waren Newsweek Champions Cup (voor de mannen) en State Farm Evert Cup (voor de vrouwen).
Het toernooi bestond uit twee delen:
- WTA-toernooi van Indian Wells 1998, het toernooi voor de vrouwen
- ATP-toernooi van Indian Wells 1998, het toernooi voor de mannen

ATP-toernooi van Indian Wells‎ – WTA-toernooi van Indian Wells‎

1989 · 1990 · 1991 · 1992 · 1993 · 1994 · 1995 · 1996 · 1997 · 1998 · 1999 · 2000 · 2001 · 2002 · 2003 · 2004 · 2005 · 2006 · 2007 · 2008 · 2009 · 2010 · 2011 · 2012 · 2013 · 2014 · 2015 · 2016 · 2017 · 2018 · 2019 · 2020 · 2021 · 2022 · 2023 · 2024 · 2025